# Savu Moga
Savu Moga (n. 1816, Giurtelecu Hododului, Imperiul Austriac – d. 1899, Arpașu de Sus, Arpașu de Jos, Sibiu, România) a fost cel mai renumit meșter iconar pe sticlă din Țara Oltului, din Transilvania, activitatea lui desfășurându-se în a doua jumătate a secolului al XIX-lea. Opera lui s-a păstrat în bună parte și aduce cu ea elemente care se regăsesc în somptuozitatea artei bizantine, lucruri care erau necunoscute iconarilor de la Nicula sau Șcheii Brașovului. Caracteristicile bizantine au fost necunoscute chiar și în Țara Oltului, unde exista un contact permanent cu mediul artistic românesc din Țara Românească.

## Biografie
Savu Moga, un fiu de țăran iobag, s-a născut în 1816 în satul Giurtelecu Hododolui.[A] Nu există informații documentare despre anii premergători apariției lui în Țara Oltului. Există doar presupuneri care afirmă că ar fi învățat meșteșugul picturii pe sticlă la Nicula sau la Gherla. Constantin Brăiloiu a emis ipoteza că Moga a învățat meșteșugul în închisoarea de la Gherla, care era renumită în acele timpuri. Termenul de închisoare fiind sinonim cu gherlă.

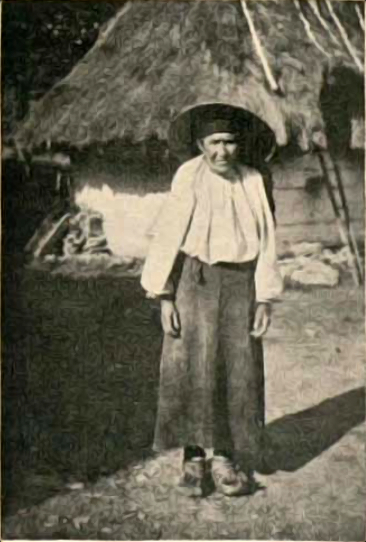
Trifana Gliga în 1932

Istoricul Vasile Drăguț a afirmat că Moga ar fi dezertat din armată și ca urmare s-a stabilit în Gherla unde a fost prins și dus în detenție pentru motivul refuzului de a se înrola în armată.  Ipoteza lui Drăguț a fost preluată de toate studiile ulterioare. Cunoscându-se obiceiurile sociale ale vremii, Juliana Dancu a precizat că un nesupus la încorporare, cu precădere cei care erau de etnie română și mai ales aflați pe teritoriile Imperiului Habsburgic, nu mai puteau activa nestingherit sau să locuiască în aceeași provincie. Adevărul este că nu se cunosc motivele pentru care Moga și-a părăsit ținutul natal. Unii cercetători au susținut că acest fapt s-ar fi întâmplat din cauza sărăciei, alții că a avut loc o indundație care i-a stricat casa, alții că a plecat cu unii din vânzătorii ambulanți care distribuiau icoanele în sudul Transilvaniei. Ceea ce se știe cu certitudine este că, Savu Moga a ajuns în satul Voila de lângă Făgăraș, unde a cunoscut o fată cu care s-a căsătorit. Aceasta era unica fiică a judelui Tudor din Arpașu de Sus.
Ca urmare a căsătorie sale cu Safta Tudor, Savu Moga s-a așezat, la început, în casa părintească a soției din Arpașu de Sus. Ulterior, după ce a câștigat bani de pe urma icoanelor pe care le făcea, și-a făcut o casă mică, din lemn. După un timp, casa din lemn a fost transformată într-una de cărămidă mult mai spațioasă.
Imediat după stabilirea sa la Arpașu de Sus, Moga a pictat două icoane mari, datate în anul 1844. Cele două icoane nu au fost înstrăinate și au făcut obiectul studiilor multor istorici. Ele au existat până în anul 1955, moment în care o rudă de-a lui Moga le-a distrus din inconștiență, împreună cu câteva crucifixe policrome, sculptate în lemn, al căror autor era același meșter iconar.
Istoricii etnografi Dancu, în cercetările lor de prin Țara Oltului, au vizitat Arpașu de Sus, în 1965, și au vorbit cu Rafira Dateș, o nepoată de-a lui Moga care era în vârstă de 64 de ani. Aceasta locuia la nr. 354, într-o casă ridicată pe vechiul amplasament al locuinței lui Moga. Rafira le-a arătat soților Dancu rămășițele icoanelor pictate în 1844. Ea le păstra cu sfințenie într-o ladă de zestre a casei pe care a construit-o prin 1955. Acolo se mai păstrau câteva piese de mobilier care au rămas prin moștenire de la Savu Moga. Datarea icoanelor din 1844, a determinat pe istoricii de artă să considere anii 1843-44 ca fiind cei în care Moga s-ar fi stabilit în acest sat.

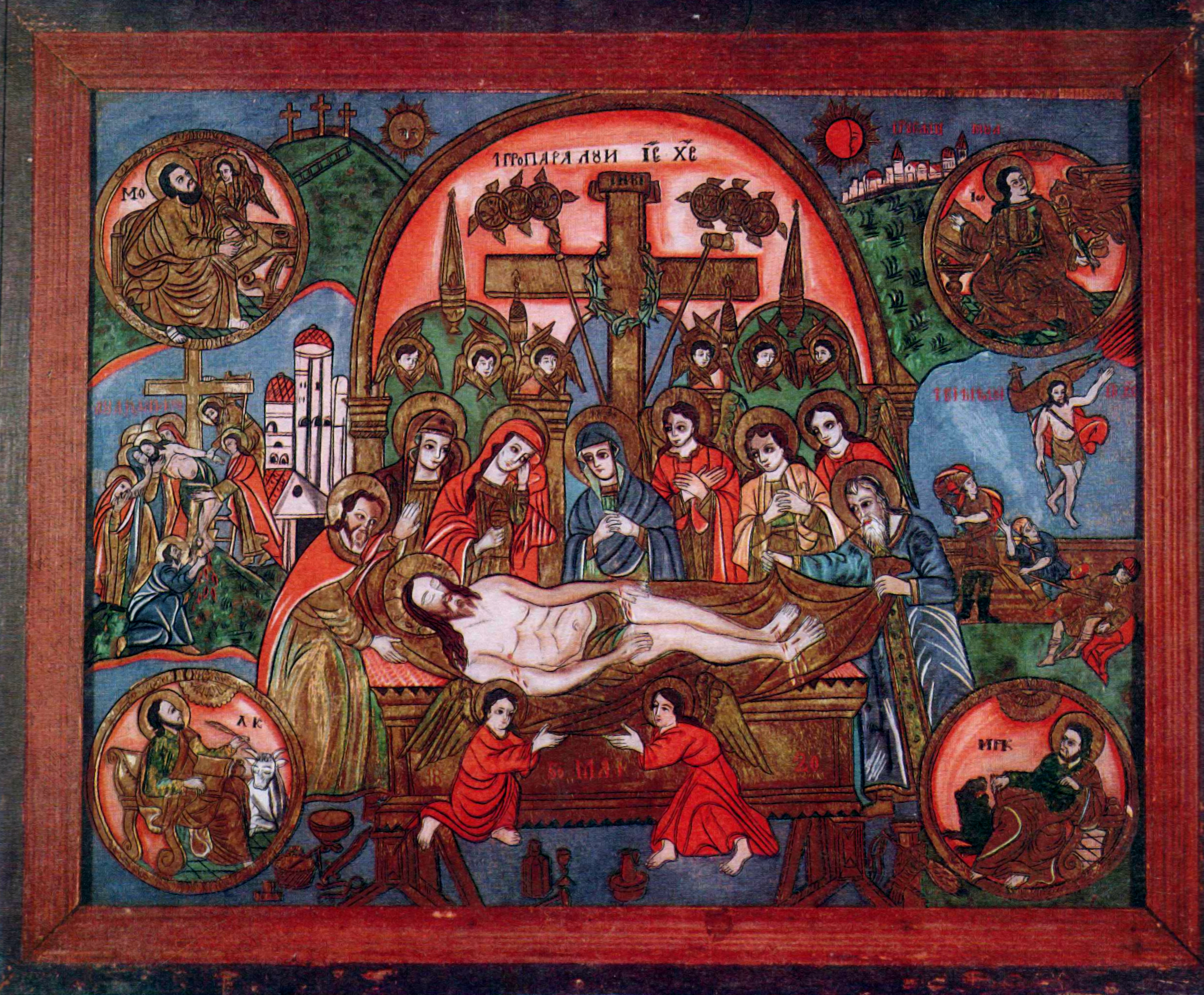
- Îngroparea lui Isus ***
Savu Moga, icoană pe sticlă, Colecție particulară, Cârțișoara (1850)
.......................................Scena figurează așezarea așezarea lui Isus în mormânt. Doi îngeri îl ridică din față și doi apostoli țin lințoliul la picioare și la căpătâi. În planul secund se vede Maria care este înconjurată de arhangheli și de femeile sfinte. Pe cer, plutesc serafimii și deasupra crucii sunt tronurile - îngeri care sunt reprezentați sub formă de roți cu aripi. Un episod colateral, un accesoriu, se află în partea stângă - scena Luarea de pe cruce. În partea dreaptă se vede scena Învierea lui Isus. La colțuri, în medalioane, se află cei patru evangheliști, care sunt indicați cu două litere din nume, împreună cu simbolurile care sunt desenate cu amănunțime. Între medalioanele din registrul superior apar două peisaje minuscule, muntele Golgota în stânga și Ierusalimul în dreapta. În partea de jos stânga, apar uneltele răstignirii și în dreapta, simbolurile patimilor. Formele și detaliile, care sunt separate prin cromatici diferite, sunt alternate cu foiță de aur. Totul se detașează pe un fond de culoare bleu-gri, fapt care duce la proiectarea tuturor scenelor în prim-plan. Astfel, chipurile au căpătat volum prin conturarea cu umbre fine cafenii. Veșmintele personajelor sunt viu colorate, articulate prin cute scrise cu alb sau negru. Această icoană este una dintre marile capodopere pe care Moga le-a realizat. El a ilustrat-o de-o manieră magistrală, chiar dacă s-a inspirat din gravurile existente în cărțile religioase.

Din căsătoria lui Moga cu Safta Tudor au rezultat două fiice, Trifana și Paraschiva, ultima fiind mama Rafirei Dateș. Folclorista Lena Constante a vorbit cu cele două fiice ale lui Moga și le-a numit după numele de căsătorie, Trifana Gliga și Rafira Dateș, precizând că la acel moment al discuțiilor aveau 70, respectiv 60 de ani. Aceleași informații au fost aduse de un cronicar anonim. S-a găsit și o menționare documentară care a inversat vârstele, 60 și 70 de ani. De asemenea, există și informații care aduc ambiguitate, care afirmă că pe soția lui Savu Moga o chema Rafira, ceea ce ar însemna că pe linie directă, în trei generații, femeile au purtat numele de Rafira.
Realitatea este că, soția se numea Safta, fiicele, Trifana și Paraschiva, și fiica Paraschivei se numea tot Rafira. Dacă informațiile lui Lena Constante au fost exacte, ar rezulta că Trifana s-ar fi născut după 18 ani de la căsătoria lui Moga și Paraschiva după 28 de ani. Adică, Moga ar fi avut 48 de ani, respectiv 55 la a doua naștere. Ar fi fost posibil, dar faptul este destul de neobișnuit pentru acele vremuri în mediu sătesc.
Cu toate că Savu Moga stăpânea meșteșugul picturii pe sticlă mai mult decât alți iconari, el era un plugar care-și lucra pământul împreună cu consătenii lui. Similar lor, Moga purta plete, straie țărănești și se identifica cu totul în credințele și aspirațiile celor cu care trăia. El era un țăran înstărit. Ca atare, le-a făcut fetelor case pe terenuri cumpărate în vatra satului. Moga era ajutat de fetele sale la confecționarea ramelor, la prepararea culorilor, dar niciodată la pictat sau desenat. Rafira Dateș, știa de la Paraschiva, mama sa, că Savu făcea icoane doar atunci când avea comenzi de la clienții săi din sat sau din alte localități. Dacă avea comenzi în alte sate, pleca acolo și lipsea „... câte o lună”. Rafira își amintea că Moga ar fi pictat și pe lemn, dar mult mai puțin. Afirmația Rafirei poate fi susținută de crucifixele policromate pe care analiștii săi i le-au atribuit.
Prețul cu care vindea meșterul din Arpașu de Sus, era unul mare, dar vindea și în sistem de troc, pe alimente.  Icoanele mici costau trei-patru florini, iar cele mari zece florini, cu care se putea cumpăra pe atunci un porc îngrășat. Meșteșugul pe care îl folosea, era strâns legat de bigotismul de care dădea dovadă. Din spusele Rafirei Dateș și din informațiile furnizate de Constantin Brăiloiu, el nu se apuca să facă icoane fără să țină înainte post negru și rugăciuni.
Cercetătorii care au studiat opera lui Savu Moga, au știință despre lucrări unicat, despre subiecte făcute după șablon, care reflectă variații și modificări nesemnificative, așa cum sunt icoanele despre Sfântul Gheorghe, Nașterea lui Iisus, Tăierea capului Sfântului Ioan Botezătorul. Din aceste motive, afirmația lui Brăiloiu, preluată și de Vasile Drăguț, că Moga nu folosea șabloane, este una care nu corespunde realității. De aceea, Moga făcea mai multe icoane în același timp, pentru a scurta execuția printr-o mai rapidă uscare a fiecărui strat de culoare.
Sticla pe care o folosea ca suport pentru pictură, era din glăjăriile din Cârțișoara, Porumbacu de Sus sau din Făgăraș sau Sibiu, de unde cumpăra și culorile care erau mai apoi preparate de el.
În ultima perioadă a vieții lui nu mai putea merge să lucreze pământul și s-a ocupat de creșterea nepoților și de casă. Din informațiile Lenei Constante, el s-a îmbolnăvit într-o zi de Crăciun „... legăna un copil lîngă vatră și a rămas înțepenit, și numa așa, am văzut că nu mai putea să grăiască și l-am ridicat și l-am pus în pat, și numai după miezul nopții s-a trezit. Povestea c-a visat c-a trecut prin 24 de vămi, c-a văzut pe tată-său și pe mumă-sa și pe toți prietenii din copilărie. De-atuncea n-o mai putut să lucreze și povestea numai ce-a visat cînd i s-a făcut rău”. A murit în 1899 și a fost înmormântat în preajma zidului bisericii cu hramul Adormirea Maicii Domnului din Arpașu de Sus, în dreptul altarului, acolo unde, încă, mai există o cruce.

## Opera

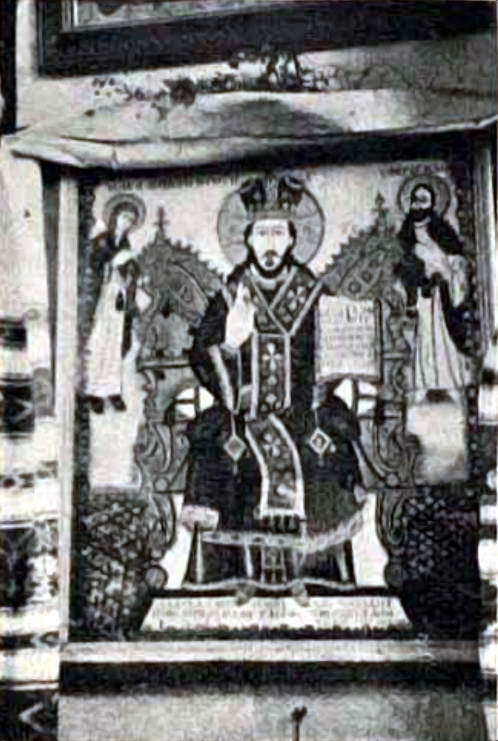
Icoana lui Savu Moga din biserica din Drăguș (foto 1932)

Spre deosebire de alți iconari, Savu Moga și-a semnat lucrările, mai ales pe cele pe care le-a donat bisericii. Datorită acestei situații, istoricii și etnografii au putut identifica și evalua prin analiză stilistică întreaga sa operă. Prin anul 1929, în Arpașu de Sus, încă mai trăiau fiicelei lui Moga. Acestea împreună cu alți locuitori ai urbei, i-au păstrat o vie amintire și astfel, pictura lui Savu Moga a putut fi descoperită ca urmare a identificării unei icoane în biserica din Drăguș. Lucrarea era o reprezentare Deisis și purta inscripția „... Această sfîntă icoană s-au zugrăvit din cheltuiala d-lui Ioan Garaoiu din Sîmbăta. Zugravu Savu Moga din Arpaș, 1897”.
Între 13 iulie și 16 august 1929, s-au făcut cercetări etnografice în Drăguș și Arpașu de Sus de Seminarul de Sociologie, Etică și Politică, condus de Dimitrie Gusti. Au fost înregistrate diverse interogări ale sătenilor care au povestit din amintiri despre Savu Moga. Toate acestea au fost catalogate de Henri H. Stahl și mai apoi de folcloristul Constantin Brăiloiu. Cel din urmă a reușit să adune până în deceniul al patrulea al secolului al XX-lea, peste o sută dintre cele mai valoroase lucrări pictate de Savu Moga. În 1943, Brăiloiu a organizat o mare expoziție la Ministerul Propagandei Naționale unde a expus toate aceste icoane. Vasile Drăguț a fost cel care publicând aceste informații și a restabilit paternitatea descoperirii lui Savu Moga. Restabilirea s-a înfăptuit din cauză că paternitatea și-a arogat-o sieși - Lena Constante, prin publicarea volumului Pictura pe sticlă din satul Drăguș, în „Artă și tehnică grafică”, Buletinul Imprimeriilor Statului, caietul 6, decembrie 1938 – martie 1939.
Nu se poate stabili care au fost primele contacte ale lui Moga cu pictura din Țara Oltului, mult mai evoluată ca în nordul Transilvaniei. Tradiția orală a locului amintea de un bătrân Ion zugrav din Arpaș care a fost cel cu care Moga ar fi lucrat în momentul când s-a stabilit aici. Astăzi nu mai știe nimeni de acel zugrav. Nu există nici informații despre unde ar mai fi călătorit artistul după stabilirea sa în sat. Există o bună probabilitate să-i fi cunoscut pe zugravii Pop din Făgăraș. Cu siguranță a văzut pictura murală făcută de pictorii Grecu în Biserica Adormirea Maicii Domnului din Arpașu de Sus și Biserica „Sf. Nicolae” din Cârțișoara. La fel de evident este că aceste picturi l-au inspirat în compozițiile pe care le-a realizat cu multe personaje. Afirmația este susținută mai cu seamă de compoziția Nașterea lui Isus. În anul 1965, preotul satului Arpașu de Sus a declarat că „... că s-ar fi luat după icoanele pe lemn ale lui Pavel Grecu”.
Amănuntele pitorești care impresionează în pictura lui Matei Țimforea din Cârțișoara, împrumutate din realitate, în arta lui Moga sunt limitate doar la aspectul vestimentar sau la tipologia unor personaje. Similar fraților Grecu, Moga a îmbrăcat cu uniforme militare maghiare cu predilecție ostașii mercenari, poterile, ostașul care taie capul lui Ioan Botezătorul, paznicii mormântului (în Îngroparea Domnului sau Canonul din 1864),  cărora le-a pus și mustățile obișnuite în furculiță.
În scenele pictate de Moga din Vechiul Testament, se întâlnesc femei îmbrobodite ca sătencele din Arpaș și păstori îmbrăcați în straie românești. Chiar dacă a folosit culorile roșu și verde, se recunoaște de la prima vedere, croiala cioarecilor și cojoacelor sau recălelor făgăreșene. La fel sunt figurați pantalonii cu găitane, dulamele husarilor, cizmele roșii sau costumul orășenesc al Salomeii. Pe de altă parte, nu se constată vreo inspirație vis-a-vis de arhitectura locală. Adică, nu se văd casele cu acoperișuri în două ape cu țiglă roșiatică și nici casele din Făgăraș.
Cetățile și bisericile pictate de Savu Moga, seamănă frapant cu frescele fraților Grecu. Are un stil postbrâncovenesc și ecouri ce fac referire la arhitectura bizantină. Modul de a reprezenta copacii și peisajul, în genere, este influențat de gravura religioasă ilustrată în cărțile bisericești sau stampe și de viziunea pictorilor Grecu. Iconarii din Țara Oltului au amestecat oamenii satului cu personajele Testamentelor. Și Moga a făcut acest lucru, dar nu și la compozițiile ample, așa cum au fost Nașterea Domnului, Învierea Domnului sau Îngroparea Domnului.
La Mănăstirea Sâmbăta există șapte icoane pe lemn realizate de Savu Moga și mai multe crucifixe și cruci de lemn sculptat și policromat. Ele sunt dovada că Moga a fost atras și de pictura pe suport de lemn.
Meșterul Moga este un caz deosebit pentru pictura pe sticlă din Țara Oltului, pentru că el s-a situat în pictura bisericească, în opera pe care a lăsat-o, la granița  dintre pictura populară și pictura cultă. El a fost un pictor care a înțeles și a început să aplice legile cromaticii și a avut o tendință spre o pictură de mare rafinament. Meșterul iconar din Arpaș, nu a introdus în viziunea sa plastică elementele folclorice. El și-a definit un stil propriu plin de originalitate, foarte diferit de naivitatea și exuberanța cromatică care apare în pictura pe sticlă din regiunea unde a creat. Pictura lui este impunătoare și plină de gradilocvență, ea coborând pe linie directă din severitatea icoanelor pe lemn de sorginte bizantină sau din xilogravurile care au fost făcute după acestea.
Ultima icoană la care a lucrat Savu Moga în anul 1898, nu a mai reușit să o termine. Matei Țimforea a fost cel care a definitivat-o. Această situație a devenit unică în istoria producție icoanelor pe sticlă, ca doi mari iconari din Țara Oltului să fi lucrat pentru aceeași piesă.

### Tematica
Reprezentarea sfinților este, în general, ca o figură întreagă, nu numai ca bust. Moga a preferat să execute icoane cu scene în care figura mai multe personaje, preferându-le portretelor propriu-zise. Ion Mușlea a amintit de o icoană datată în anul 1870 care era „... cu totul excepțională, ca prezentare și valoare artistică, comandată de conducătorii breslei tăbăcarilor din Făgăraș, ale căror chipuri sunt redate și ele pe icoană”. E un caz unic în toată arta populară de icoane pe sticlă. O apariție similară a tăbăcarilor, tot Mușlea a semnalat-o, într-o icoană a Nașterii Domnului de inspirație catolică după o stampă de epocă. În aceasta apare în spatele magilor „... un meșter probabil tăbăcar făgărășan [n.a.], însoțit de calfa lui, care poartă pe braț un baltag”. Dintre sfinți, el a preferat pe Sfântul Gheorghe și Prorocul Ilie,
Modul de reprezentare al sfinților în icoanele lui Savu Moga, este mai apropiat de hieratismul bizantin, decât de cel al meșterilor iconari din Țara Oltului. Cei din urmă își îmbrăcau sfinții în veșminte colorate cu un roșu puternic pe un fond, de obicei, albastru. Decorul floral, pe care-l foloseau în mod uzual, domină lucrările acestora, făcând ca icoanele lor să aibă o puternică tentă decorativă. Aceste decorații nu au pătruns în compozițiile iconarului din Arpașu de Sus, așa cum și-au făcut loc în opera familiei Tămaș - Deji, însă ele respectă o logică a acțiunii din scenele pe care le-a pictat.
A pictat mai multe teme din ciclul cristologic ca Nașterea Domnului, Isus învățător, Învierea Domnului, Buna Vestire, Intrarea în biserică, Deisis, Îngroparea lui Isus, Maica Domnului jalnică și Tăierea capului Sfântului Ioan Botezătorul.

### Scrisul

Tipuri de chenare folosite de Savu Moga

Exceptând calitățile care-l individualizează în pictura pe sticlă, un element distinctiv, care-l singularizează, este scrisul său de pe icoane. Moga a obișnuit să îngroașe barele verticale ale literelor chirilice pe care le scria. Pe cele oblice sau orizontale le subția, ele ajungând uneori la grosimea unui fir de păr. Totul era caligrafiat foarte corect, similar scrisului de pe picturile murale. Daca fondul este deschis, literele sunt în tonuri închise, de negru sau brun roșcat, și dacă fundalul este albastru, scrisul este distinctiv în alb.
Dacă toate icoanele lui Moga sunt datate, numai unele au semnătura lui. De cele mai multe ori, inscripția de pe lucrare poartă și numele comanditarului ei. Ca exemplu este icoana Sfinților Constantin și Elena din colecția Virginiei Codrea din Cârțișoara, pe care se poate citi că a fost comandată de învățătorul Nicolae Budac în vremea episcopului Andrei Șaguna, înainte de 1865 când acesta a devenit mitropolit.

### Desenul
Desenul nu are spontaneitatea sau exuberanța derivată din naivitatea generată de o satisfacție a povestirii. Desenul lui Moga se vede a fi unul precis și stăpânit. Pare că meșterul iconar ar fi un caligraf-artist. Exuberanța lui apare dintr-un fel de voluptate de a executa totul cu meticulozitate. El a creat împletituri complicate figurând astfel coama cailor, bucle și arabescuri din sculptura tronurilor și solzi minusculi care apar pe trupul balaurului ucis de Sfântul Gheorghe. Meșterul s-a lansat pur și simplu să redea detaliile armurii Sfântului Gheorghe, care a devenit, cumva, și eroul legendei cu Făt-Frumos din basmul popular românesc.
Meșterul din Arpașu de Sus a redat deseori pe suprafața registrului inferior, un tapet de romburi, care este un ecou al pardoselii ce avea motivul tablei de șah din pictura renanscentistă. Moga a folosit pentru ea culori vii, cu străluciro de smalț. A folosit chenare aurii, pentru încadrarea lucrărilor, care imitau formele ornamentale existente în sculptura stilului baroc. Felul cum a gândit punerea în scenă, dar și hieratismul sfinților cu origini bizantine, au dat o convergență în obținerea unei maxime monumentalități a figurii centrale.
Savu Moga a înfățișat sfinții într-o manieră impunătoare, uneori dându-le o aliură spectaculoasă. Așa a reușit să-l metamorfozeze pe Sfântul Gheorghe într-un erou de feerie. El apare triumfător și emfatic, într-un decor care-l înconjoară cu draperii care sugerează cortine pline de frmusețe.

### Compoziția
Savu Moga a fost una dintre cele mai puternice personalități din istoria picturii țărănești pe sticlă din Transilvania. Deși el s-a încadrat în niște limite de reprezentare a temelor în stil tradițional, el și-a adus aportul în acest domeniu, imprimând propria viziune în lucrările pe care le-a făcut. El a pictat compoziții ample în care a figurat uneori până la o sută de personaje în cadre de dimensiuni considerabile, câteodată și la peste un metru înălțime. Desigur, că a conceput multe lucrări pe dimensiuni de circa 40 x 35 cm, mărimea în care obișnuia să-și picteze scenele cu mai puține personaje. Că erau multe, că erau mai puține, în icoanele sale se văd grupurile de oameni figurate cu știința și simțul unui artist cult. Astfel, el a obținut ansambluri pline de unitate, bine închegate, atât printr-o cromatică judicios aleasă cât și prin dispoziția afișată de cei pe care i-a înfățișat.
Fiind autodidact, chiar dacă a ajuns la un anumit nivel al unei execuții minuțioase și corecte, el este trădat în opera sa, de o absență a perspectivei și de modul cum a realizat personajele. Ele au fost puse în același plan, la o scară diferită, fără ca să urmărească o intenție simbolică și o ierarhie obișnuită prin dezacordul dimensiunilor. Personajele din prim-plan, pe care le-a înfățișat în spatele altora, au capul mai mare ca cele din față lor (vezi exemplu elocvent în lucrarea Nașterea lui Isus, 1886, Colecția Brăiloiu). Juliana și Dumitru Dancu, au emis ipoteza că Moga le-a făcut așa din cauză că ele au fost adăugate ulterior desenului inițial în care ele nu erau figurate. De aceea, poate, Moga a neglijat raportarea judicioasă a dimensiunilor. Pe de altă parte, poate că nu a dimensionat personajele, de obicei pe cele secundare, în raport cu nevoia, cel puțin intuitivă, de a echilibra grupurile. El nu a ținut cont de disproporția care este reflectată de personajele aflate în prim-plan, deci principale, și cele aflate în planul secundar al scenei. Acest defect al compoziției nu aduce, de fapt, niciun prejudiciu asupra valorii icoanelor lui Moga, ba chiar dimpotrivă, el reușește să aducă un farmec deținut de sincera sa naivititate.
Portretele sfinților pe care i-a pictat, respectă întru-totul rigiditatea canoanelor religioase. Personajul este pus în valoare prin proiectarea lui pe fonduri liniștite de bleu-gri sau alb, sau printr-un drapaj fastuos care prezintă o mulțime de ornamente sau chiar prin bordurile sale, care sunt bătute cu pietre scumpe, verzi sau rubinii. De multe ori, compozițiile presupun existența unor tronuri, pe care Moga le-a înfățișat cu un desen fabulos, filigranat, care arată privitorului o serie de volute și bucle specifice sculpturii în lemn aurite. Moga a făcut aici o îmbinare a decorativismului bizantin, cu un gust baroc ce era la modă în acele timpuri.

### Cromatica
În pictura iconarilor din Țara Oltului, aceștia au tratat toate temele cu aceeași pletă de culori astfel încât, chiar și Îngroparea lui Isus sau icoana Maicii Domnului jalnică au fost zugrăvite în culori vii și arzătoare. Spre deosebire de aceștia, Moga era un colorist rafinat. El și-a acordat cromatica după subiect. Maria îndurerată a lui Moga este înfățișată în două tonuri nuanțate, gri și albastru. Accentele fiind obținute prin aurul podoabelor și albul chipurilor. Uneori a folosit două tonuri armonizate rafinat, ca exemplu, pentru un fond alb-gri a folosit vieux-rose la veșminte și a folosit accente distribuite cu multă zgârcenie. Strălucirea aurului este aproape nelipsită în icoanele lui, ea dând o notă aparte de prețiozitate.
Pentru suprafețele mari a folosit tonuri de griuri colorate, care nu au niciun fel de stridențe cromatice. Astfel, culoare pură a ajuns să fie foarte expresivă, individualizând cu succes suprafețele mici. Savu Moga a obținut în opera sa nuanțe cromatice prin amestecul tonurilor, fără ca să se limiteze să folosească doar culorile de bază, ca majoritatea colegilor lui de breaslă. El nu folosea culoarea așa cum o găsea în comerț.
Dacă iconarii primitivi valorau suprafețele prin suprapunerea de linii, grătare de culoare contrastantă sau cu puncte, meșterul din Arpașu de Sus le-a valorat prin degradeuri de culoare. Astfel, Moga s-a apropiat de pictura de șevalet. El a dat chipurilor volum prin trasarea de umbre foarte fine de roz, alb sau gri, în totală contradicție cu tentele plate ale decorativismului practicat de alți iconari. Prin folosirea culorilor nuanțate, el a atenuat severitatea desenului, ajungând la o anumită formă de lirism. Pe de altă parte, icoanele lui au avut de pierdut în fața vigorii de care dădeau dovadă icoanele Țării Oltului, specifice așa numitului curent popular. Icoanele lui Moga au pierdut acel efect de optimism, degajat de lucrările similare din preajma Făgărașului ale Anei Deji și ale lui Tamaș. Dar ele compensează prin distincția și prestanța pe care a imprimat-o portretelor de sfinți.
Juliana Dancu a precizat că există în istoria picturii pe sticlă, puțini meșteri iconari care au schimbat de atâtea ori paleta cromatica ca Savu Moga.

### Influențe

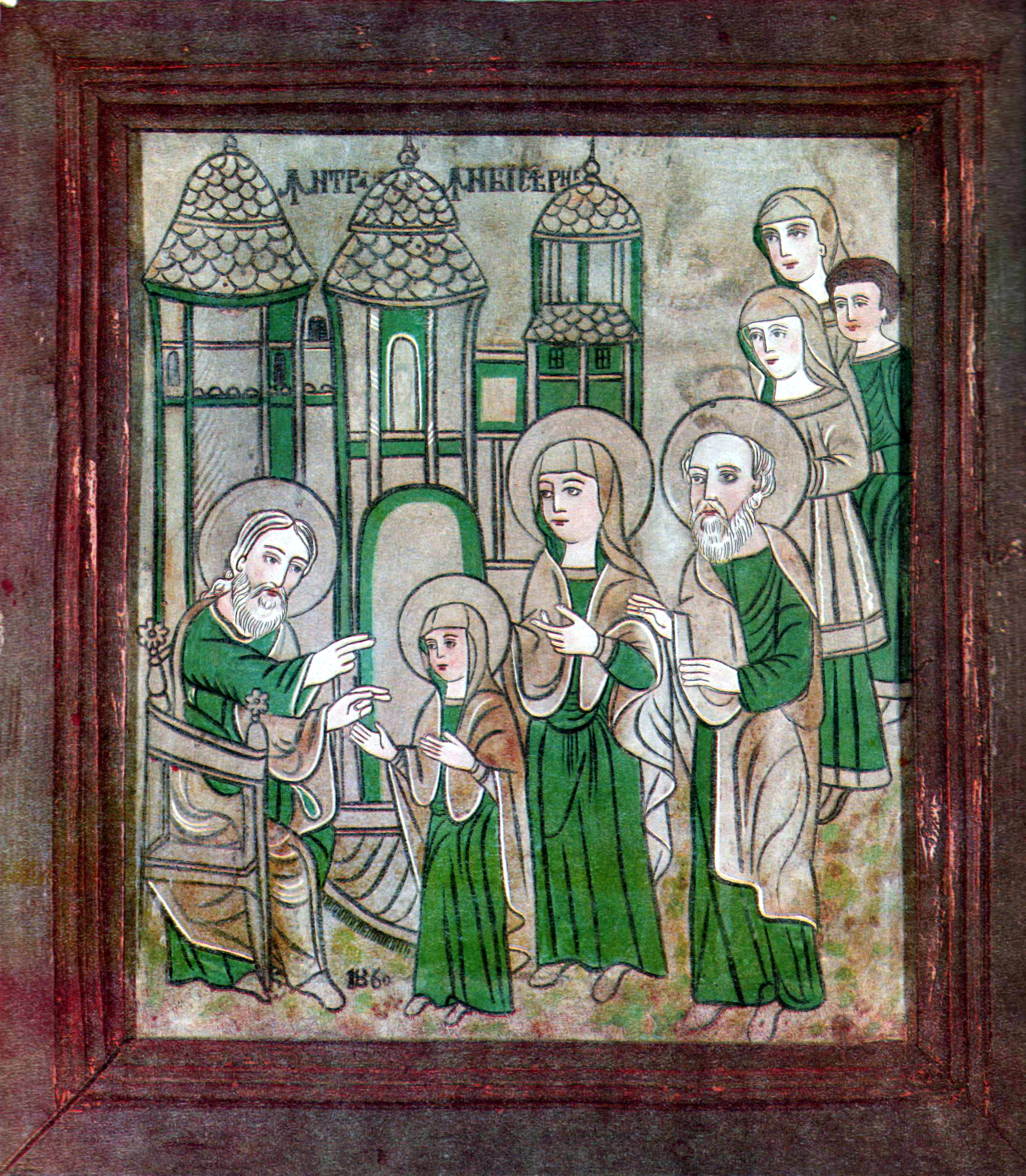
Intrarea în biserică (1860) Colecția Brăiloiu

În anul 1860, Savu Moga s-a lăsat influențat de o modă, un curent stilistic al pictării icoanelor pe sticlă. Originea lui a fost fără nicio îndoială din Valea Sebeșului, de la Laz. Pe la mijlocul secolului al XIX-lea a început să se folosească o foiță de hârtie argintată care a luat locul fondului pictat pe sticlă. Prin această tehnică s-a simplificat execuția, deoarece picturii nu i-a mai revenit decât decorul, rudimentar după cum se știe, arhitecturii, personajelor și celor câteva linii prin care se sugera peisajul. Toate aceste elemente ale compoziției se detașau pe fondul argintiu al hârtiei. Juliana Fabritius-Dancu a opinat că această idee de a folosi hârtia argintată ar proveni din Banat, din zonele ocupate de emigranții din Boemia, care s-au stabilit în anul 1820 prin sate ca Bacova și Darova, sau cei care au venit în perioada 1830 - 1840 și s-au așezat în Brebul Nou și Gărâna. Acolo erau răspândite numeroase icoane cu fond de oglindă care erau aduse de către vânzătorii ambulanți din locurile lor natale.
Pictura realizată pe astfel de fonduri de mercur, este limitată de cele mai multe ori la cele două-trei tonuri folosite. Adesea, și zugravii români pictau cu aceleași culori. Fețele erau acoperite cu roz, veșmintele cu un verde acid si ocru-brun. Puneau accente puține, câteva cu roșu pe linia buzelor, un roșu pe un tiv de draperie. Roșul avea rolul de a înveseli o compoziție reținută. Adevărul istoric spune că se poate indentifica cu mare greutate o filiație cu privire la această influență, fără a stabili un contact direct între teritorii atât de îndepărtat, în niște vremuri în care circulație oamenilor se poate spune că era anevoioasă. Însă, cunoscându-se cele două tipuri de icoane, cea pe oglindă și cea cu hârtie argintată, se poate face intuitiv o legătură între ele.
Se știe că procedeul cu hârtia argintată a fost folosit și de Moga, pentru o mică perioadă, dar și de unii meșteri iconari din Țara Oltului. Cum Moga nu făcea icoane în serie și era un colorist înnăscut, el nu a suportat prea mult monotonia cromatică a acestor lucrări. S-au putut identifica câteva icoane pictate de Moga în această tehnică - Duminica floriilor (1872) din Colecția Dancu, Nașterea Precistei (1872) din Muzeul din Făgăraș și Intrarea în Biserică (1860) din Colecția Brăiloiu.

### Răspândire
Au fost voci ale analiștilor lui Moga, care au spus că el ar fi fost influențat în opera sa de Simion Poienaru de la Valea Sebeșului. Asta din cauză că atunci când a desenat speteaza tronurilor, acestea se închid într-un semicerc și urcă spre colțurile laterale. Astfel de reprezentări se văd cu precădere în icoanele de pe panourile de lemn care au format vechea catapeteasmă din Biserica Adormirea Maicii Domnului din Laz. Soții Dancu nu au marjat la a da credibilitate acestor afirmații, deoarece Savu Poienaru și fiul său, Simion Poienaru, nu au încercat să se distanțeze de hieratismul icoanelor pe lemn de sorginte bizantină. Ei nu s-au depărtat de erminii, în timp ce Moga le-a eludat și a pictat fiind sub un impuls puternic al propriei viziuni, de cele mai multe ori originale. Pe de altă parte, argumentul statistic al soților Dancu, ține de un adevăr afirmat de aceștia, și anume că, ei nu au găsit în Țara Oltului nicio icoană făcută în Valea Sebeșului. Ei au vizitat toate satele din estul Mărginimii Sibiului și nu au identificat icoane ale căror origini de fabricație să fi fost din Laz sau Lancrăm. Cu excepția Icoanelor pe sticlă de la Nicula, zonele de răspândire a icoanelor sunt circumscrise locului de producție, iconarii având doar o mică rază teritorială de desfacere a propriilor produse.
Conform cercetărilor făcute până în anul 1972, nu au fost găsite mențiuni documentare care să afirme că Savu Moga ar fi vizitat satele din Valea Sebeșului sau pe cele din Mărginimea Sibiului, acolo unde icoanele predominante sunt cele din Lancrăm și Laz.